# Nemesis 4: Death Angel
Série
Nemesis 3: Prey Harder
(1997) Nemesis 5: The New Model
(2017)
Pour plus de détails, voir Fiche technique et Distribution.
Nemesis 4: Death Angel est un film américain réalisé par Albert Pyun, sorti en 1996.

## Synopsis
En 2082, alors qu'un cessez-le-feu a été conclu entre humains et cyborgs, Alex Sinclair est devenu assassin pour le compte de Bernardo.

## Fiche technique
- Titre : Nemesis 4: Death Angel
- Autre titre : Cry of Angels: Nemesis 4
- Réalisation : Albert Pyun
- Scénario : Albert Pyun
- Musique : Anthony Riparetti
- Photographie : George Mooradian
- Montage : Ken Morrisey
- Production : Tom Karnowski et Gary Schmoeller
- Société de production : Filmwerks et Imperial Entertainment
- Pays :  États-Unis
- Genre : Action, thriller et science-fiction
- Durée : 80 minutes
- Dates de sortie : 
  -  Allemagne : 23 décembre 1996
  -  États-Unis : 27 avril 1999

## Distribution
- Sue Price : Alex Sinclair
- Blanka Copikova : la femme en noir
- Andrew Divoff : Bernardo
- Michal Gucík : Priest
- Nicholas Guest (en) : Earl Typhoon
- Andrej Lehota : un voyou
- Hracko Pavol : un voyou
- Simon Poland : Johnny Impact
- Juro Rasla : Carlos Jr.
- Norbert Weisser : Tokuda

## Accueil
TV Guide qualifie le film de « ragoût d'exploitation et d'action saccadée, présentant des effets du style habituel de Pyun tels que des décors sombres et claustrophobes et un rythme languissant ».